# Summer Crush
Summer Crush (Foudre) è una serie televisiva francese trasmessa a partire dal 16 luglio 2007 dall'emittente France 2.
La serie è partita con le riprese della prima stagione, che si sono tenute dal 4 al 17 settembre 2006 a La Rochelle e dal 9 ottobre al 6 dicembre 2006 a Nouméa, in Nuova Caledonia.

## Distribuzione
In Italia la prima stagione è stata trasmessa in anteprima assoluta sul canale Mya di Mediaset Premium a partire dal 26 febbraio al 13 marzo 2008 e successivamente su Italia 1, dal 7 luglio all'11 agosto dello stesso anno.
La seconda stagione, trasmessa in Francia dal 6 agosto al 10 settembre 2008, ha fatto il suo primo passaggio televisivo italiano su Mya, dal 25 febbraio al 13 marzo 2009 con un doppio episodio, come avviene in seguito per la trasmissione su Italia 1 dall'8 al 26 luglio 2010.
Dal 5 al 21 agosto 2009 è stata trasmessa in Francia la terza stagione, che in Italia è stata proposta su Mya dal 12 maggio al 16 giugno 2010 e su Italia 1 dal 27 luglio al 12 agosto dello stesso anno, che quindi ha visto (nella trasmissione in chiaro) la replica della prima stagione e le prime tv della seconda e della terza.
Nel primo semestre del 2010 sono state completate le riprese della quarta stagione, che viene trasmessa su France 2 da sabato 14 a giovedì 28 agosto 2010.
La quinta stagione, di 40 episodi, viene trasmessa in Francia dal 4 luglio 2011.
La sesta stagione, di 26 episodi, era stata programmata e scritta per il 2012, ma il 7 marzo 2012 il quotidiano Le Parisien ha rivelato che France 2 ha cancellato la serie, che quindi si ferma con la quinta stagione.
Dal 1º marzo 2011 le prime tre stagioni vengono replicate su La5 con due episodi nel pomeriggio.
Tuttavia, anche questi episodi presentano i classici 3-4 minuti tagliati solo in chiaro, in modo da inserire due episodi da 25 minuti l'uno nello slot assegnato di 40 minuti.
Dal 15 luglio 2013 tutte le stagioni tornano in replica su Italia 1 in fascia mattutina alle 6:00 circa.

## Trama

### Prima stagione
Settembre 2006: Alèx, un diciottenne residente nella città di La Rochelle in Francia è stato lasciato dalla sua fidanzata, Manon, da un anno. Lavora come lavavetri con il suo migliore amico Lèo, che vorrebbe che il ragazzo trovasse di nuovo l'amore. Un giorno, mentre lavorava all'esterno della libreria dell'Università locale, vede Alice dentro all'edificio e tra i due c'è immediatamente un colpo di fulmine. L'intesa e l'amore sembrerebbero reciproci ma, da un giorno all'altro, Alìce scompare, dopo che Alèx viene aggredito nel bagno di un pub e gli viene intimato con messaggi e telefonate di stare lontano dalla ragazza. Nonostante i vari timori e perplessità e soprattutto l'atteggiamento contrariato della sua famiglia, Alèx decide di partire sulle sue tracce. La ricerca di Alìce si rivelerà più difficoltosa e misteriosa del previsto, infatti Alice, prima di andarsene ha lasciato ad Alèx un dente di megalodon, specie estinta di squali tipici dei mari della Nuova Caledonia, una colonia francese al largo delle coste australiane, nell'Oceano Pacifico. A Nouméa Alex, partito con i suoi amici Léo ed Eva, ritrova Alice che lavora nel bar di una spiaggia, lei però gli dice che non lo ama e che se ne deve andare. Naturalmente Alèx sa benissimo che non è vero, e la mattina dopo scopre il cognome e l'indirizzo della ragazza. Intanto i tre si sistemano in una casa abbandonata, dove però Alice (senza che nessuno lo sappia) manda qualcuno la notte a rubare i bagagli, tranne che i biglietti: infatti lei vuole che se ne vadano. Alèx, nonostante venga continuamente molestato come succedeva a La Rochelle, si avvicina alla casa della ragazza e la vede con un uomo. Alex pensa che quello sia il suo ragazzo, ma in realtà è il suo fratellastro Clément: lo scopre quando lo incontra in un bar in città, dove lui chiede cosa vogliono loro da sua sorella. Alex è felice di sapere che Alice non è fidanzata, e l'indomani si reca nuovamente davanti alla casa di lei. Ma arriva Jess, il vero fidanzato di Alice, che non vuole assolutamente che Alex la frequenti. Il ragazzo trova lavoro presso un negozio di vendita e manutenzione di barche e lì casualmente reincontra Jess, che ordina ad Alex di lasciarli in pace, ripetendo che Alice ama solo lui.

Alex è seccato, ma per riconquistare Alice ha l'idea di dipingere sulla vela di una barca le parole "Alice sei tu la mia regina" e la mattina seguente, mentre la ragazza va a lavorare nel bar che si trova di fronte al negozio di barche, vede la scritta e sembra felice, scatenando una brutta reazione da parte di Jess.

Qualche giorno dopo Alex va ad una festa etnica, con un gruppo di nativi che suona con il tamburo una canzone dal ritmo tribale. Vede un grosso albero, e un ragazzo gli spiega che quello è l'albero della verità; allora Alex tramite un giochetto del tipo "caccia al tesoro" riesce a portare Alice sotto l'albero. Alex le ripete quanto l'ama, ed anche lei si dichiara, però dice al ragazzo che lui è in pericolo: Alice afferma che gli è stato fatto il malocchio, e che solitamente le persone a cui è stato fatto il malocchio hanno sempre avuto molta sfortuna.

Intanto il rapporto tra i due sembra essere tornato quello iniziale, fino a che Jess non scompare da Nouméa. Dopo qualche ora di ricerca in città, Léo chiede perché Alice ci tenga così tanto a Jess; Alex risponde che Alice un anno prima ha avuto un incidente con la barca con a bordo lei, sua madre, Clément, e Jess. Quest'ultimo avrebbe salvato Alice, mentre sua madre è morta e Clément è sopravvissuto. Terminato il discorso, Alice e gli altri scoprono che Jess ha preso una barca, e solo a quel punto la ragazza capisce dov'è andato: a La Foa, un villaggio situato in mezzo alla natura, dove lei e Jess andavano da piccoli. Qui lo ritrovano e Jess l'abbraccia, rendendo Alex non molto contento. Più tardi Alice chiede consiglio a Jess per quanto riguarda il malocchio di Alex e lo stesso le fa mettere la bambolina che ha trovato Alice (e che sostiene essere stregata) alle radici di un albero. Intanto Jess dice ad Alice che deve recitare una preghiera per Alex, e che deve rinunciare ad amarlo. Poi la porta alla cascata dell'amore, un luogo dove erano soliti andare da piccoli; saputo l'inghippo, Alex cerca di fermarli, ma Jess dice che ormai è troppo tardi: Alice non lo ama più. Il giorno seguente, Jess chiede alla ragazza, davanti a tutte le persone del villaggio, se vuole fidanzarsi con lui. Alice risponde che sta con Alex, e che pensava che ciò fosse chiaro. L'ex fidanzato scappa, ma non passerà molto tempo prima che si faccia vedere nuovamente. Alice presenta Alex a suo padre, Stephane Watson, il quale inizialmente si dimostra gentile ma poi si rende insopportabile e ci si mette anche Clément, che prende le difese di Jess. Una mattina, al ranch dei Watson situato a La Foa, Alex ed Alice con il padre ed il fratello fanno colazione, ma l'atmosfera tra i quattro è molto tesa.

Léo intanto tradisce Eva con Julie, una bella ragazza del luogo, ma passa pochissimo ed Eva lo scopre, lasciandolo. Mentre però si faceva una nuotata, stremata dal comportamento poco fedele del suo (ex) fidanzato, la ragazza rischia di annegare e un ragazzo che stava pescando, Vik, la salva. Eva si infatua del ragazzo e va a vivere a casa sua.

Ritornati a Nouméa, Alex e Léo non hanno un posto dove stare, ed Alice porta i ragazzi in una casa molto elegante, che poi ammette essere quella di Jess. Alex non vuole, ma lui e il suo amico non hanno molta scelta. Qualche giorno dopo, Stephane, il padre di Alice, invita Alex e Léo alla festa del suo compleanno; ma quello ad avere una (brutta) sorpresa sarà Alex. Infatti Manon, la sua ex, è arrivata dalla Francia e si è presentata davanti a casa Watson, affermando che Alex le aveva scritto un'e-mail con la quale la invitava a venire sull'isola perché era ancora innamorato di lei. Alex afferma di non aver fatto nulla di tutto ciò, ma Alice non gli crede e tra i due ci sono di nuovo problemi.

Si sistemano tutti in casa di Jess, il quale sembra essere attratto da Manon, portandola in giro per la città. Qualche tempo dopo, Alex ricorda di aver fatto una foto con Alice il giorno in cui Manon avrebbe ricevuto la mail. Allora riesce a convincere Alice, che confrontando data e ora della foto sul cellulare e quella della mail, capisce tutto e si scusa con il fidanzato per non avergli creduto. Quando tornano a casa di Jess, Manon li vede assieme e scoppia a piangere. Eva si riunisce ai ragazzi e spiega che Vik era solo un approfittatore, e che essendo amico di Jess, aveva il compito di disfare il gruppo.

Le acque sembrano essersi calmate, ma qualche giorno dopo è Alex a sparire, insieme a Manon. Grazie a Clément, che aveva migliorato il rapporto con il fidanzato di sua sorella, Alice riesce a sapere dove sono: a Lifou, un'isola paradisiaca a 40 minuti d'aereo. Alice vuole partire e Clément, tirà fuori tre biglietti aerei (destinati ad Alice, Léo, Eva). Arrivati sull'isola, i ragazzi cercano Alex e Manon. Li troveranno in una spiaggia deserta, con una donna del luogo. Manon tranquillizza Alice dicendo che non è successo niente ed Alex racconta di essere lì perché Stephane (in realtà Jess) ha scritto una lettera al ragazzo chiedendogli di andare a Lifou per una questione riguardante Alice. Li Alex avrebbe incontrato Manon che è stata ingannata anch'essa da Jess, spacciatosi in una lettera per il suo ex-ragazzo. Alex l'ha rifiutata e la ragazza ha tentato, in preda ad una crisi isterica, di suicidarsi;

una signora del luogo ha assistito all'incidente di Alice un anno prima, e che è accaduto esattamente nel luogo dove si trovano. Dice di aver seppellito un cofanetto di sua madre sotto una maschera. Il rito vuole che sia Alice a dissotterrare il cofanetto, e quando lo fa, si ritrova molte cose di sua madre e si sente felicissima.

Tornati a casa, Alex, Alice, Léo, Eva, Manon e Clément aspettano Jess, che confessa il fatto di non riuscire a vedere Alex assieme ad Alice, e dice di aver utilizzato Manon tentando disperatamente di far rimettere assieme i due. Alice è triste ed arrabbiata con Jess, il quale confessa anche di non essere stato lui a salvarla nell'incidente, bensì sua madre.

La prima stagione termina con i ragazzi che si salutano davanti alla spiaggia, infatti Léo ed Eva vogliono ritornare in Francia, promettendo però di tornare presto.

### Seconda stagione
Autunno 2007: nella seconda stagione Alex e Alice vivono assieme a Nouméa. Una mattina però si risvegliano in un'isola dell'arcipelago di Vanuatu. Naturalmente questo loro non lo sanno, cercano di scoprire dove sono finiti, inutilmente. La cosa strana è che il loro letto e alcune delle loro cose sono lì, e sull'isola non pensano di essere soli. Trovano Eva e Leo dall'altra parte dell'isola e riescono a scappare con un canotto trovato in una botola sotto terra e solo dopo parecchi giorni di navigazione vedono una barca e chiedono aiuto. Li incontrano Gwen che li assiste e che fin dall'inizio si dimostra "cotta" di Alex. Tornati a Noumea (dove Gwen si è fermata per le vacanze), il rapporto di Alice e Alex viene messo a dura prova, sia a causa del comportamento appiccicoso di Gwen verso Alex, sia dalla situazione familiare del ragazzo, che trovandosi in Nuova Caledonia non può fare niente per risanare il rapporto coi suoi genitori, sentendosi responsabile a causa della sua partenza, e anche dal ritorno di Jess. Inoltre Alice inizia ad avere delle strane visioni e sogna sua madre, morta oramai da più di due anni. Si scoprirà poi che Mia Watson è viva e che è prigioniera in una tribù arretrata la quale vive su un isolotto. Infatti durante l'incidente in barca la madre di Alice è sopravvissuta, salvata dalla medesima tribù "Dei Tre Mondi", che hanno sottoposto Alice e Alex a delle prove al fine di condurli verso la madre, che non poteva andarsene da sola secondo la tradizione della tribù. Alice, Stephane, Alex, Leo, Eva, Clemènte e Jess troveranno e supereranno l'ultima prova, quella dell'unione e libereranno Mia, che ritorna a Noumea con la famiglia. Nelle ultime scene, Jess saluta la famiglia Watson e dice di andare in Australia per continuare i suoi studi; uscendo dalla casa, entra in una macchina dove ad attenderlo c'è Gwen, e i due scoppiano a ridere.

### Terza stagione
Estate 2009: Alice è sconvolta: l'amore della sua vita, Alex, è scomparso dopo aver preso un piccolo aereo privato per l'Australia, per motivi non noti alla donna. Il velivolo non è stato recuperato, Alex si presume morto. Eva è tornata in Francia, al contrario di Leo che è rimasto a Noumea. Ci sono nuovi personaggi, come Maxine e Sam, un tipo misterioso che sembra avere delle analogie con Alex e che è l'unico a sapere come sono andate veramente le cose: Sam e Alex erano (in Francia) amici di infanzia, e i due si andavano a trovare a vicenda in ospedale, essendo affetti dalla leucemia. La causa della scomparsa di Alex risiede proprio in Sam: infatti Alex parte per l'Australia con l'intento di rivedere il suo vecchio amico, ed Alex ha avuto successivamente l'incidente aereo mentre raggiungeva l'amico. Alice vuole portare a termine l'ultimo progetto suo e di Alex, ovvero raccogliere in un'antologia illustrata le leggende e i canti orali delle tribù più remote del Pacifico meridionale, che rischiano di scomparire. Per questo, vuole approfittare di una spedizione pianificata dal Professor Guiloux, che sarebbe andato da alcune tribù per fare dei censimenti. Ma il piano salta, in quanto manca Alex, che avrebbe dovuto accompagnare la fidanzata, e comunque avrebbe anche dovuto fare le illustrazioni per l'antologia. Ma Sam, innamorato di Alice, l'aiuta e si finge Alex. La ragazza, per accedere alle tribù, deve portare un oggetto sacro che ne faccia capire ai componenti la sua spiritualità. Decide così di dissotterrare la sua anima bambina, ovvero un piccolo talismano dove si crede che sia custodita la propria anima. Ma subito si accorge che l'anima bambina è di un maschio, ed Emile le dice che è quella di Alex, che vuole farle sapere le sue ultime volontà. Alice inizia così a non darsi pace, pur di scoprire cosa voleva Alex. Ma sia prima che durante il viaggio Sam fa capire ad Alice quanto ci tenga a lei e tra loro hanno luogo anche dolci effusioni e baci, ma arrivati in una tribù che avrebbe dovuto metterli in contatto con altre tribù più remote, arriva dalla Francia anche la fidanzata di Sam, e le cose cambiano: la ragazza infatti finge di essere incinta allo scopo di riportare Sam in Francia con lei. Alice, arrabbiatissima con il ragazzo, spiegherà poi a Leo (che non ha mai visto di buon'occhio Sam, ritenendo che egli non possa sostituire mai Alex ed arrivando addirittura ad aggredirlo) che le "effusioni" avute con il ragazzo erano dovute solo alla mancanza di affetto, e che ogni momento passato con lui le riportava in memoria le dolci giornate passate con il suo vero amore, Alex. Ma la bugia di Victoria, non incinta, non è destinata a durare, e Sam può continuare la sua "amicizia" con Alice. Devono incontrare la "Tribù degli inconsolabili", nella cui la reale esistenza nessuno crede. Questa tribù mette a contatto "l'animale vivo e morto al tempo stesso" (uno squalo) con le persone che hanno sofferto e continuano a soffrire per una grave perdita (quindi inconsolabili). Alice, che si sente un'inconsolabile per via della tragica morte di Alex, decide di entrare nel mare dove deve attendere lo squalo. Dopo l'incontro, Alice si sente bene, non ha più emozioni e non prova più niente, ne per Alex, ne per Sam. Per dimostrare alla tribù che non tiene più a nessuno, prende l'anima bambina di Alex e la "rompe". Ma dalla frattura provocata alla stoffa, esce un biglietto, scritto da Alex, che Alice però non sente il bisogno di leggere.
Ma Sam, sentendosi responsabile della morte dell'amico, decide di fare un patto con il capo della tribù degli Inconsolabili: rimarrà con loro se Alice potrà riavere tutte le sue emozioni e il suo amore verso Alex. Quando Alice, Léo e Maxine tornano a Nouméa, Léo ruba alla ragazza la lettera lasciatale da Alex, dove il ragazzo dice ad Alice che deve amare Sam, in quanto gli ha restituito la felicità. Alice, che leggendola si commuove, vuole andare a riprendere Sam, torna in aeroporto e consegna il cellulare all'amico, dicendo che sull'isola non ne avrà bisogno. Ma proprio quando la ragazza parte, suona il cellulare, e dopo aver risposto, Léo esclama: «Hanno ritrovato Alex!».

### Quarta stagione
Aléx è ritornato in vita, anche se dopo il rientro in Nuova Caledonia il ragazzo è profondamente segnato dall'esperienza vissuta in Australia; Alice quando lo rivede non può credere ai suoi occhi. Entrambi i ragazzi ritengono il fatto di poter stare di nuovo assieme un miracolo della vita, una vita alla quale ora vogliono dare un senso aiutando gli altri. Proprio quando i due sembrano più uniti che mai, i primi problemi iniziano a farsi vedere. La famiglia di Alice sta passando un pesante guaio finanziario, che la ragazza cerca di combattere con tutte le proprie forze, mentre Alex, oltre ad avere una misteriosa cicatrice che brucia quando viene toccata, vuole diventare un attivista per la salvaguardia delle balene nel Pacifico, che imprenditori senza scrupoli stanno assassinando da diverso tempo. Soleil, il ragazzo che ha ritrovato Alex nei campi australiani e che ha contattato Léo all'aeroporto è un eroe, uno spirito libero che instaura con i due una forte amicizia. Riuscirà a salvarli da un destino che ancora una volta promette disgrazie? Léo si ritroverà con la sorella Lola (arrivata dalla Francia) a gestire un ristorante, che però diventerà un disastro in piena regola...

### Quinta stagione
Alice, dopo la morte di Alex, non sembra essere più la stessa. Non riuscendo a sopportare il dolore per la perdita del ragazzo diventa superficiale e si fidanza con un banchiere il cui unico scopo nella vita è guadagnare soldi. La ragazza inizia a perdersi nelle apparenze, dimenticandosi anche della sua amicizia con Léo. Soleil torna in Nuova Caledonia dopo aver trascorso un anno in Australia senza dare alcuna notizia ad Alice, questo perché il ragazzo è profondamente innamorato di Alice, e non volendo fare un torto allo spirito di Alex cerca di starle lontano per sopprimere questo sentimento. Quando i due si rivedono, tra loro c'è freddezza, ma Alice scoprirà che c'è un legame molto profondo con Soleil, espresso attraverso un medaglione tribale. Léo manda avanti il suo ristorante assieme alla sorella Lola e al ragazzo di quest'ultima, Shark, mentre per quanto riguarda la sua vita sentimentale, come al solito particolarmente dinamica, entra in scena Karine, una donna sposata di 15 anni più grande con la quale comincia ad intrattenere una relazione segreta, ma non sa di essere in una situazione pronta ad esplodere da un momento all'altro, soprattutto quando si scopre che Shark, il ragazzo della sorella, è il figlio di Karine!

## Episodi
| Stagione         | Episodi | Prima TV originale | Prima TV Italia |
| ---------------- | ------- | ------------------ | --------------- |
| Prima stagione   | 26      | 2007               | 2008            |
| Seconda stagione | 26      | 2008               | 2009            |
| Terza stagione   | 26      | 2009               | 2010            |
| Quarta stagione  | 26      | 2010               | inedita         |
| Quinta stagione  | 40      | 2011               | inedita         |

## Personaggi e interpreti

### Principali
- Alice Watson (stagioni 1-5), interpretata da Joséphine Jobert, doppiata da Perla Liberatori.
- Léo Lagrange (stagioni 1-5), interpretato da David Tournay, doppiato da Fabrizio De Flaviis.
- Alex Nelka (stagioni 1-2, 4), interpretato da Charles Templon, doppiato da Simone Crisari.
- Eva Martinez (stagioni 1-2), interpretata da Mouni Farro, doppiata da Letizia Ciampa.
- Maxine Carmini (stagione 3), interpretata da Fanny Krich, doppiata da Letizia Scifoni.
- Sam Kuren (stagione 3), interpretato da Nils Haagensen, doppiato da Marco Vivio.
- Jess (stagioni 1-3), interpretato da Rémy Pöllabauer, doppiato da Edoardo Stoppacciaro.
- Gwen (stagioni 2-3, 5), interpretata da Isabelle Abad, doppiata da Eleonora Reti.
- Julien "Soleil" Gary (stagioni 4-5), interpretato da Cédric D'Oliveira.
- Lola Lagrange (stagioni 4-5), interpretata da Jéromine Chasseriaud.
- Karine Martin (stagione 5), interpretata da Laurence Cormerais.
- Charles "Shark" Zvatt (stagione 5), interpretato da Clément Moreau.
- Prof. Guiloux (stagione 3), interpretato da Daniel Marteaud, doppiato da Oliviero Dinelli.

### Secondari
- Stéphane Watson-Lèfevre (stagioni 1-4), interpretato da Jean-paul Smadja, doppiato da Saverio Moriones.
- Mia Watson (stagioni 2-4), interpretata da Sam Kagy.
- Clément Watson (stagioni 1-4), interpretato da Alexandre Loreal, doppiato da Niseem Onorato.
- Enzo (stagione 1) - William (stagione 5), interpretati da Farid Larbi.
- Onidra (stagione 5), interpretata da Eve Ronsard.
- Emile (stagioni 1-4), interpretato da Trevor Streter, doppiato da Flavio Aquilone.
- Freddy Rodriguez (stagione 2), interpretato da Bob Belbong, doppiato da Paolo Vivio.
- Clarà (stagioni 2-3), interpretata da Christelle Blaison.
- Victoria (stagione 3), interpretata da Hou Sy Thao.
- Manon Floyd (stagione 1), interpretata da Lucy Flamant, doppiata da Gemma Donati.
- Amhis (stagione 3), interpretato da Pierre Poudewa.
- François Gary (stagione 5), interpretato da Jacques Courtès.
- Anh (stagione 5), interpretata da Thu Trang Nguyen.
- Phong (stagione 5), interpretato da Le Thanh Dat Nguyen.
- Cao (stagione 5), interpretato da Triet Le Quang.
- Capo della "Tribù dei Tre Mondi" (stagioni 2-3), interpretato da John Poata.
- Capo della "Tribù degli Inconsolabili" (stagione 3), interpretato da Werry Naura.

### Guest
- Estelle Nelka (stagione 1), interpretata da Sophie Borgeaud.
- Fred Nelka (stagione 1), interpretato da Jéry Defraine, doppiato da Mauro Gravina.
- Régis Lagrange (stagione 5), interpretato da Jean-Baptiste Chauvin.
- Sandrine Lagrange (stagione 5), interpretata da Laure Sirieix.
- Charles Monneret (stagione 1), interpretato da José Lopez-Aguilera, doppiato da Mino Caprio.
- Inès (stagione 3), interpretata da Yovanka Simitch.
- Paulo (stagione 3), interpretato da Jèròme Micheneau.
- Koula (stagione 3), interpretato da Steeve Hoane.
- Tamia (stagione 3), interpretata da Maurizia Kaoua.
- Julie (stagione 1), interpretata da Emmanuelle Darman.
- Mylacy (stagione 1), interpretata da Ursula Le Doussal.
- Alexandra/Emma (stagione 1), interpretata da Emanuelle Péré.
- Rebecca (stagione 1), interpretata da Camille Nuret.
- Marie (stagione 1), interpretata da Camille Lecoq.
- JanJan (stagione 1), interpretato da Bertrand Ukajo.
- JP (stagione 1), interpretato da Tony Souffron.
- Capo di Alice (stagione 1), interpretato da Vincent Picherit.
- Sig. Pélissier, capo di Alex e Léo, (stagione 1), interpretato da Stéphane Gaignon.

## Ambientazione
- Stagione 1: La Rochelle (ep. 1-5) / Nouméa (ep. 5-24, 26) / Lifou (ep. 25-26). Altri luoghi: La Foa
- Stagione 2: Nouméa / Éfaté / Tanna / Port Vila
- Stagione 3: Nouméa / Tanna / . Altri luoghi: Queensland
- Stagione 4: Nuova Caledonia (Nouméa) / Australia
- Stagione 5: Nuova Caledonia (Nouméa) / Vietnam

## Ascolti
Il primo episodio della prima stagione, per la prima volta in chiaro su Italia 1 il 7 luglio 2008, ottenne ben 1.046.000 spettatori, con uno share del 14.65%. Il giorno dopo, il secondo episodio ottenne l'11.92%; nei giorni successivi, gli ascolti si stabilizzarono intorno al 10.50% di share, mentre dal 15 luglio, si verificò un incremento degli ascolti, che però fu discontinuo (share tra il 9 e il 10% in alcuni episodi e 13% in altri). L'episodio "Tanti auguri", ottenne il 13.69%, mentre "Coincidenze incredibili", il penultimo episodio, ha ottenuto il 7.20%.

Le repliche della stagione 1 trasmesse dal 21 giugno 2010 su Italia 1 in due episodi per puntata andarono mediamente bene, mentre per quanto riguarda la prima tv della seconda stagione (dall'8 luglio), il primo episodio otteneva mediamente il 7-8%, mentre il secondo arrivava al 12%, ma la situazione si stabilizzò poco dopo, e la media di share era di circa l'11%.

La terza stagione andò mediamente bene all'inizio, stabilizzandosi con una media del 10-11%, ma verso la fine degli episodi gli ascolti calarono, arrivando anche al 7%.

## DVD
Solo in Francia vengono venduti i DVD della serie, su distribuzione Universal Pictures; tutti i DVD sono in formato widescreen 16:9, e in audio Dolby Digital.
| Stagione                   | Data di pubblicazione | Lingua   | N. Supporti | Regione DVD |
| -------------------------- | --------------------- | -------- | ----------- | ----------- |
| Prima stagione             | 3 giugno 2008         | francese | 4           | Regione 2   |
| Seconda stagione           | 2 settembre 2008      | francese | 4           | Regione 2   |
| Terza stagione             | 22 settembre 2009     | francese | 4           | Regione 2   |
| Quarta stagione            | 14 settembre 2010     | francese | 4           | Regione 2   |
| Quinta stagione - Parte I  | 1º settembre 2011     | francese | 3           | Regione 2   |
| Quinta stagione - Parte II | 6 ottobre 2011        | francese | 3           | Regione 2   |

Uscite speciali:
| Stagione          | Data di pubblicazione | Lingua   | N. Supporti | Regione DVD |
| ----------------- | --------------------- | -------- | ----------- | ----------- |
| Stagioni da 1 a 3 | 12 ottobre 2010       | francese | 12          | Regione 2   |

In Italia non si è mai parlato di distribuzione in DVD della serie.

## Colonna sonora
La colonna sonora e gli effetti musicali in generale hanno un ruolo fondamentale in Summer Crush. Infatti non c'è quasi nessuna scena senza un effetto o una canzone di sottofondo. Le canzoni sono state composte e/o interpretate da:
- Veigar Margeirsson - Indigo
- Facades
- Les Piketous
- Gilles Luka
- The Sperical Minds

Le instrumentali sono composte o tratte da:
- Mathieu Maestracci
- APM Music, LLC [Siren Cues]
- Justement Music
- K Musik